# Andrzej Porawski
Andrzej Stanisław Porawski (ur. 1 marca 1951 w Poznaniu) – polski działacz samorządowy związany z Poznaniem i technolog, długoletni dyrektor Biura Związku Miast Polskich, sekretarz strony samorządowej w Komisji Wspólnej Rządu i Samorządu Terytorialnego w latach 1999–2021.

## Życiorys
Z zawodu technolog drewna, ukończył studia na Akademii Rolniczej w Poznaniu. W latach 1974–1983 był zatrudniony jako asystent w Instytucie Technologii Drewna w Poznaniu, od 1984 do 1990 pracował w poznańskim oddziale Instytutu Meteorologii i Gospodarki Wodnej.
W 1980 został członkiem „Solidarności”, był delegatem na I Krajowy Zjazd Delegatów w Gdańsku, wchodził w skład prezydium Ogólnopolskiej Komisji Porozumiewawczej Nauki. W okresie stanu wojennego w grudniu 1982 został zatrzymany i oskarżony o działalność w Tymczasowym Zarządzie Regionu Wielkopolska NSZZ „Solidarność”. Ostatecznie postępowanie karne zostało w sierpniu 1983 umorzone na mocy amnestii.
W 1989 był zastępcą szefa sztabu wyborczego miejskiego Komitetu Obywatelskiego, następnie dyrektorem biura posłów i senatorów Obywatelskiego Klubu Parlamentarnego w Poznaniu. Pełnił funkcję przewodniczącego KO w województwie poznańskim. W latach 1990–1998 i 2002–2006 sprawował mandat radnego Poznania I, II i IV kadencji, pomiędzy nimi (1998–2002) zasiadał w sejmiku wielkopolskim I kadencji. Był członkiem zarządu miasta (w okresie I kadencji) i wiceprzewodniczącym rady miejskiej (w okresie II kadencji). Był związany z Partią Chrześcijańskich Demokratów oraz AWS, w 2002 kandydował na radnego Poznania z listy Platformy Obywatelskiej.
W 1991 objął stanowisko dyrektora Biura Związku Miast Polskich, a w 1999 został także sekretarzem strony samorządowej w Komisji Wspólnej Rządu i Samorządu Terytorialnego; funkcję tę pełnił do 2021. Powoływany w skład m.in. Rady Statystyki, Głównej Komisji Urbanistyczno-Architektonicznej, Rady Naukowej Instytutu Rozwoju Miast i Kapituły Orderu Odrodzenia Polski.

## Odznaczenia i wyróżnienia
- Krzyż Komandorski Orderu Odrodzenia Polski (2020)[9][10]
- Krzyż Oficerski Orderu Odrodzenia Polski (2014)[11][12]
- Krzyż Kawalerski Orderu Odrodzenia Polski (2009)[13]
- Złoty Krzyż Zasługi (2000)[14]
- Odznaka Honorowa za Zasługi dla Samorządu Terytorialnego (2015)[15]
- tytuł „Zasłużony dla Miasta Poznania” (2020)[16]
- tytuł „Samorządowca 25-lecia” (2015) przyznany przez czasopismo „Wspólnota”[17]
- Nagroda Fundament Rzeczpospolitej im. Michała Kuleszy (2016)[18]